# Operação Vernissage
Operação Vernissage foi uma operação da Polícia Federal (PF) deflagrada em janeiro de 2021, 79ª Fase da Operação Lava Jato. Mandados de busca e apreensão são cumpridos em endereços ligados ao filho do ex-ministro Edison Lobão.
A operação investiga pagamentos de propina em contratos da Transpetro e da Petrobras e lavagem de dinheiro por meio da compra de imóveis e de obras de arte. Entre 2008 e 2014 foram desviados, segundo as investigações, mais de 12 milhões de reais. Os pagamentos eram pagos em espécie.
Ao menos 70 policiais federais e 10 auditores da Receita Federal cumpriram onze mandados de busca e apreensão. De acordo com o Ministério Público Federal (MPF), a operação é um desdobramento da 65ª fase da Lava Jato, realizada em setembro de 2019.
No dia 14 de janeiro de 2021, a PF entregou cerca 100 obras de arte apreendidas na operação ao Museu Oscar Niemeyer (MON), em Curitiba.